# Tilman Riemenschneider
Tilman Riemenschneider (n. 1460, Heilbad Heiligenstadt, Turingia, Sfântul Imperiu Roman – d. 17 iulie 1531, Würzburg, Germania) a fost unul din cei mai mari sculptori germani din perioada de tranziție de la Goticul târziu la Renaștere.

## Principalele creații
- Sarcofagul din marmură al perechii imperiale Henric al II-lea și Cunigunde în Domul din Bamberg.
- Altarul din lemn Sf. Sânge (Heilig-Blut-Altar) din Biserica Sf.Iacob, Rothenburg ob der Tauber.
- Altarul din lemn din "Biserica Domnului" (Altarul Mariei), Creglingen.
- Madonna, sculptura în lemn din biserica "Maria im Weingarten", Volkach, Bavaria.

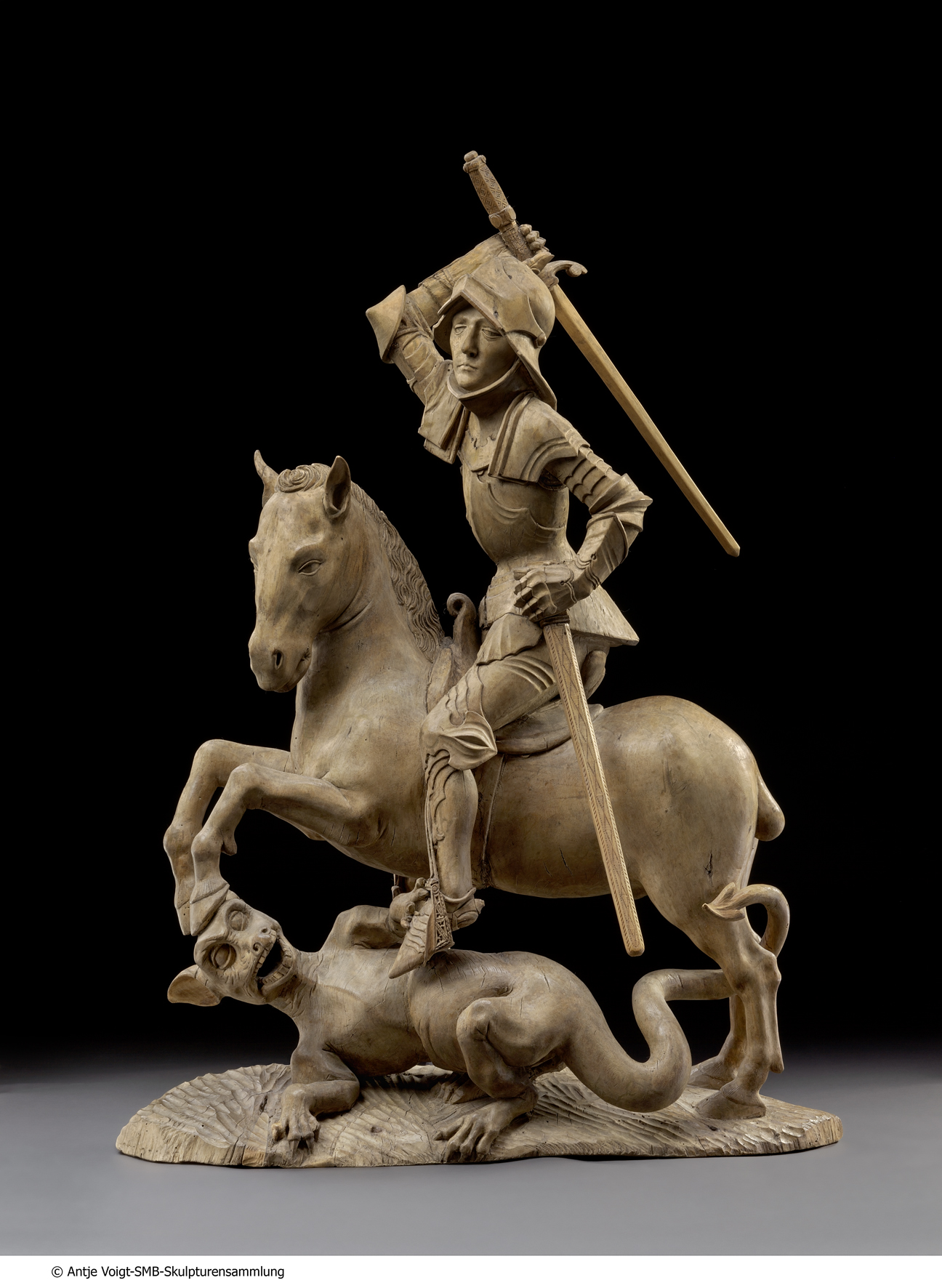
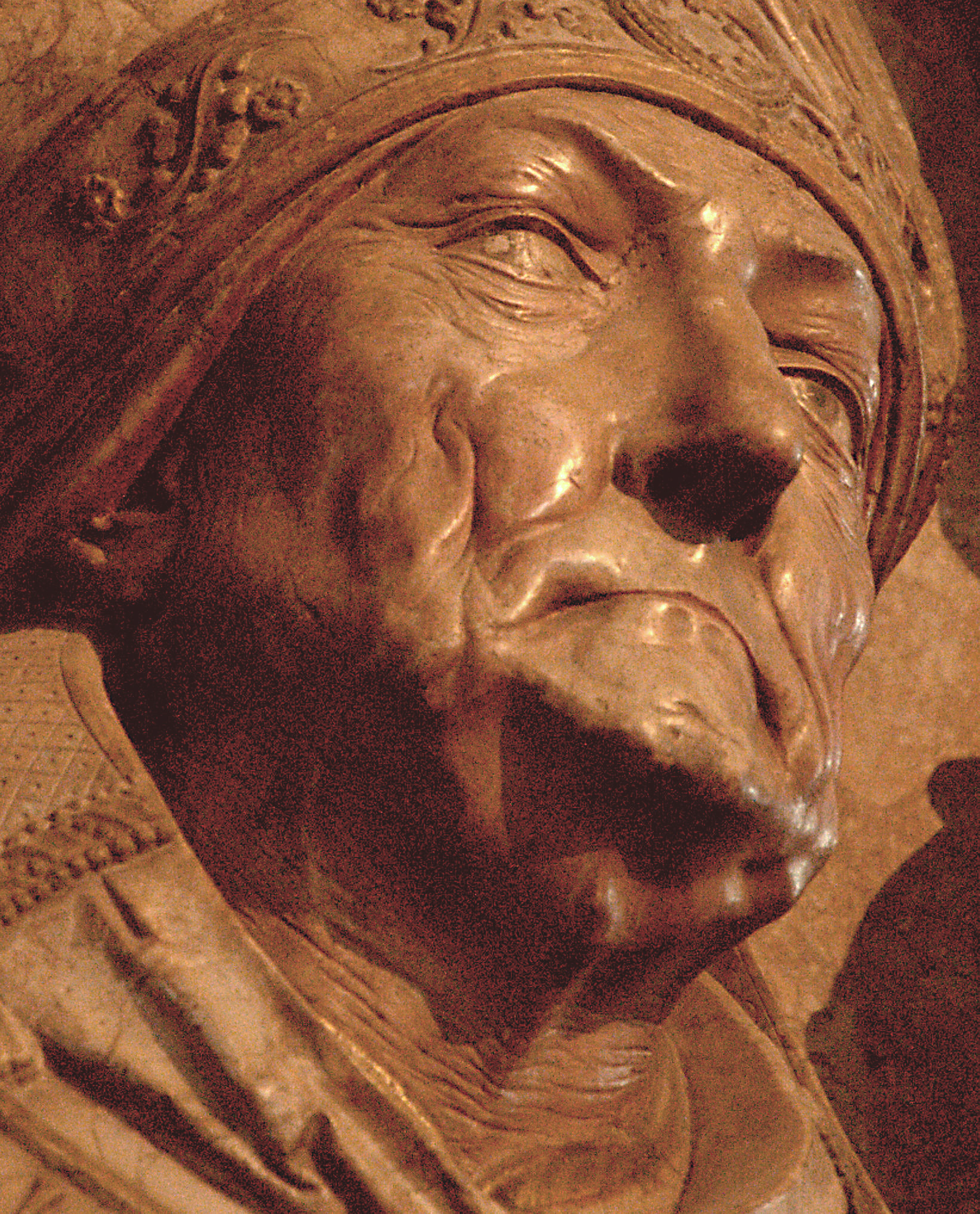
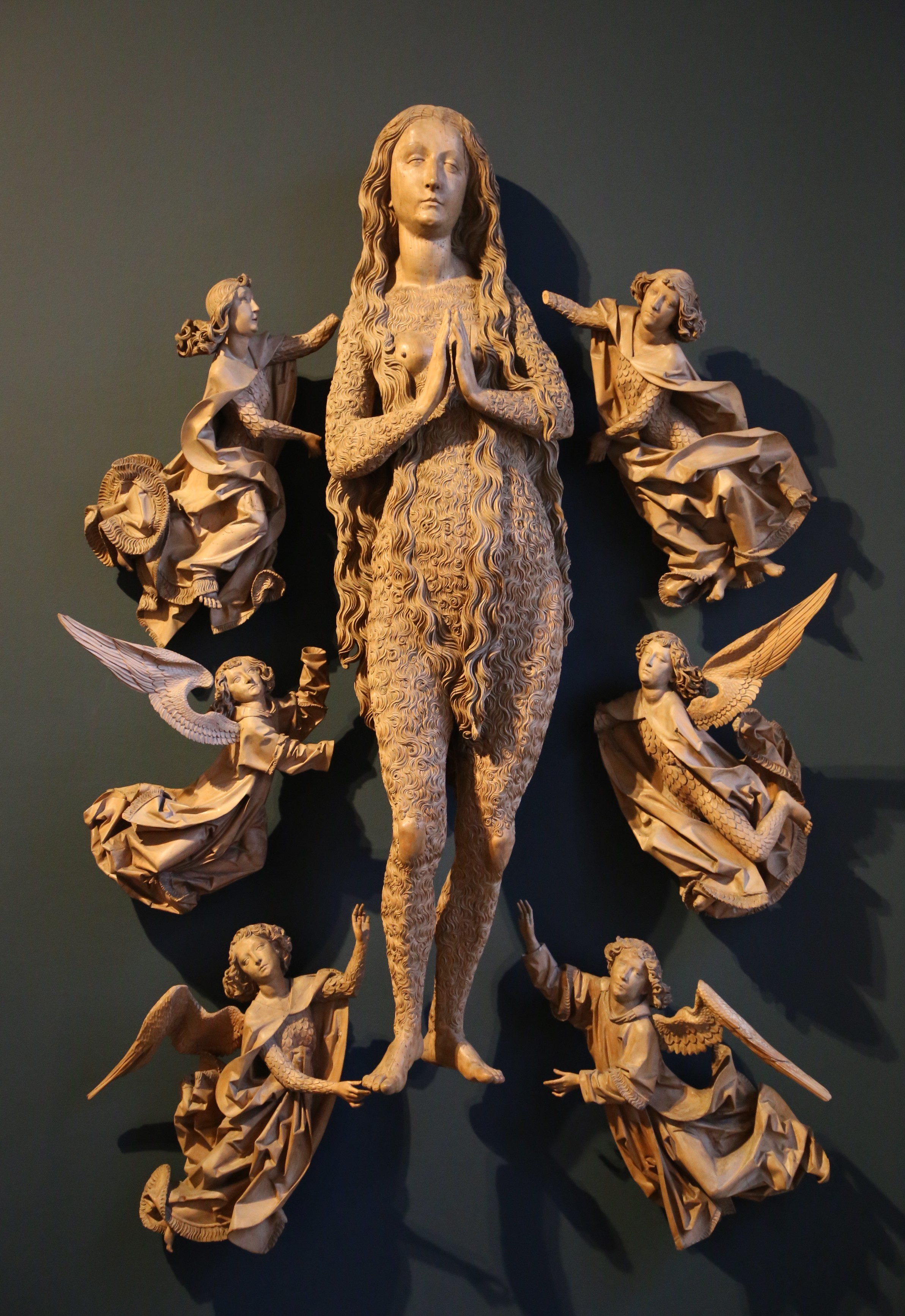
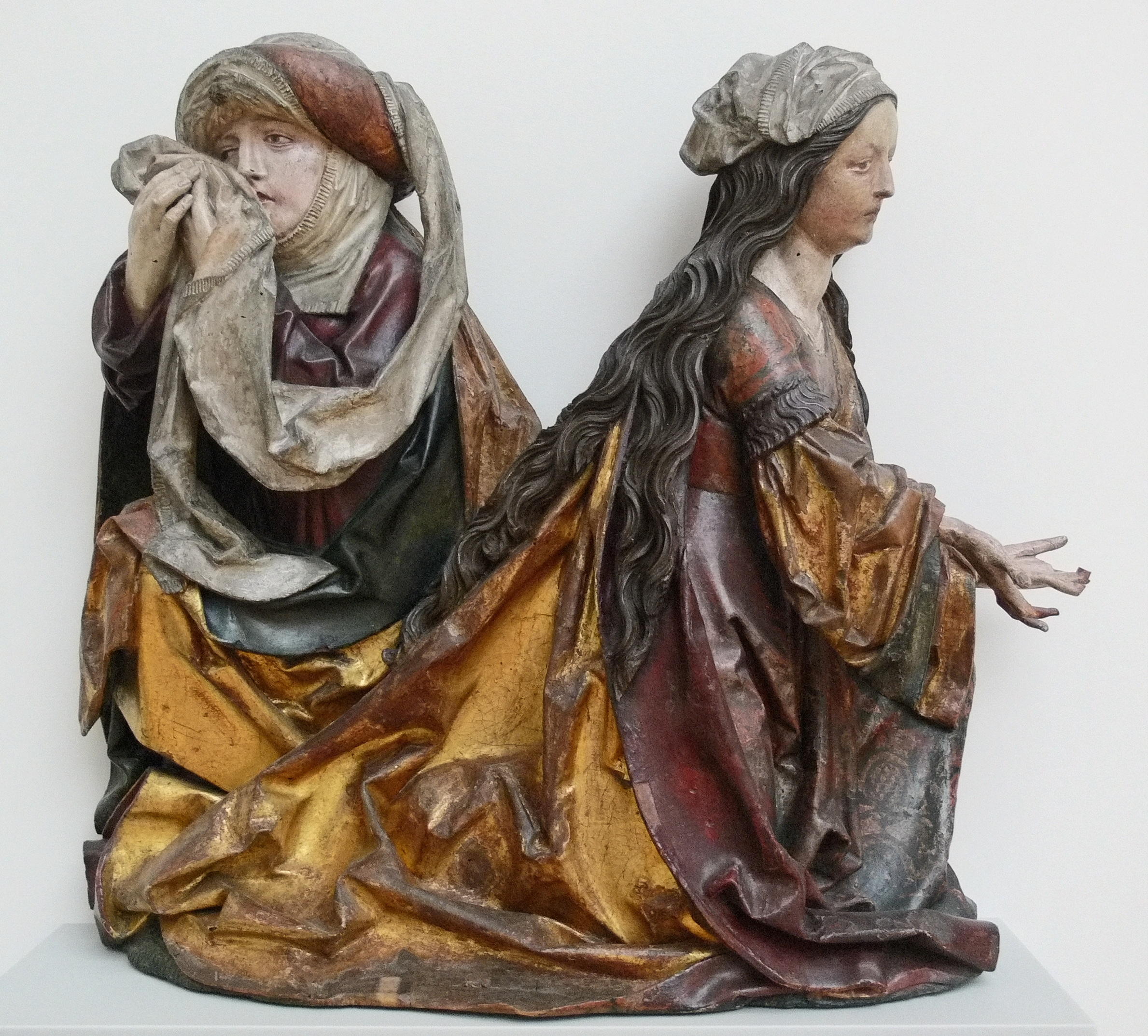
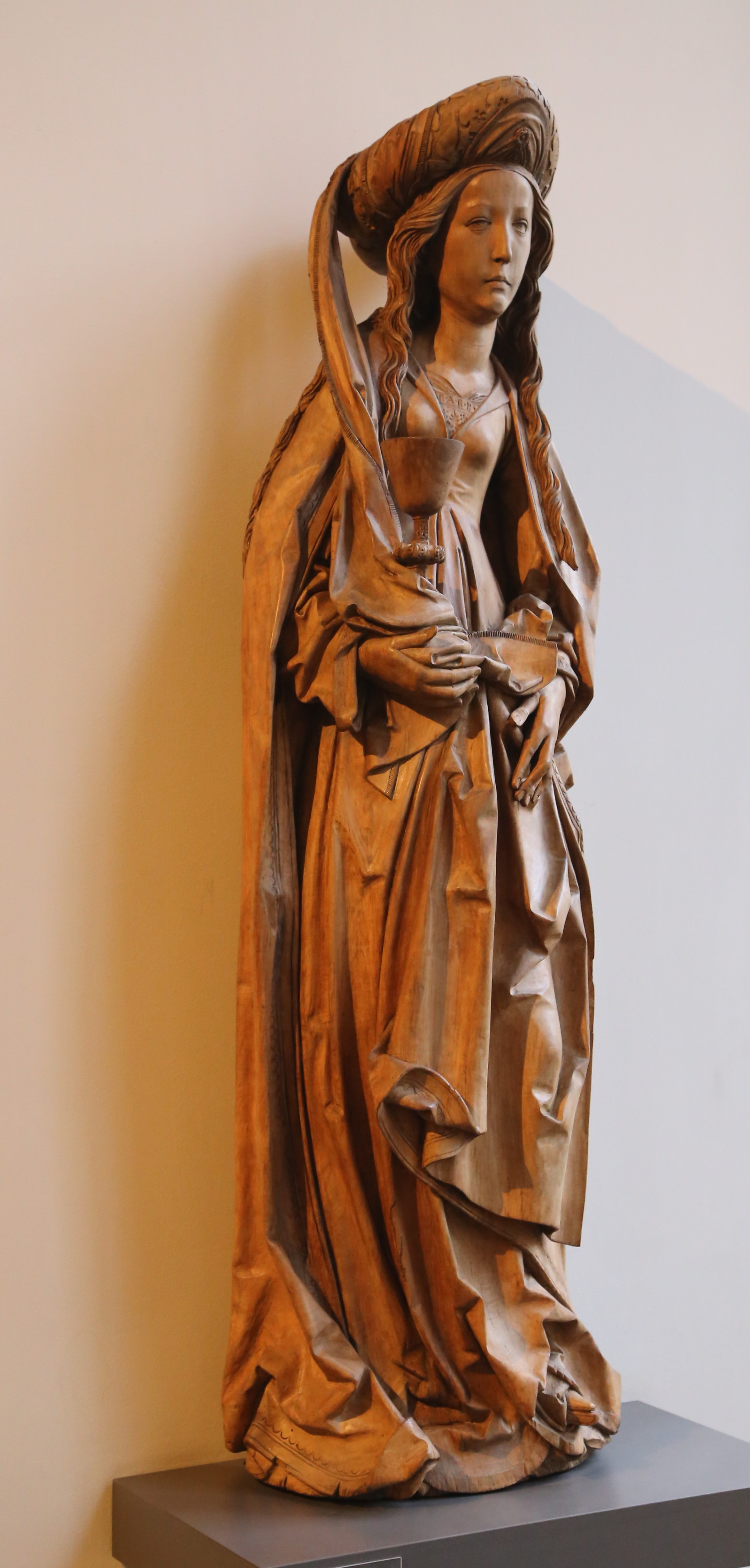
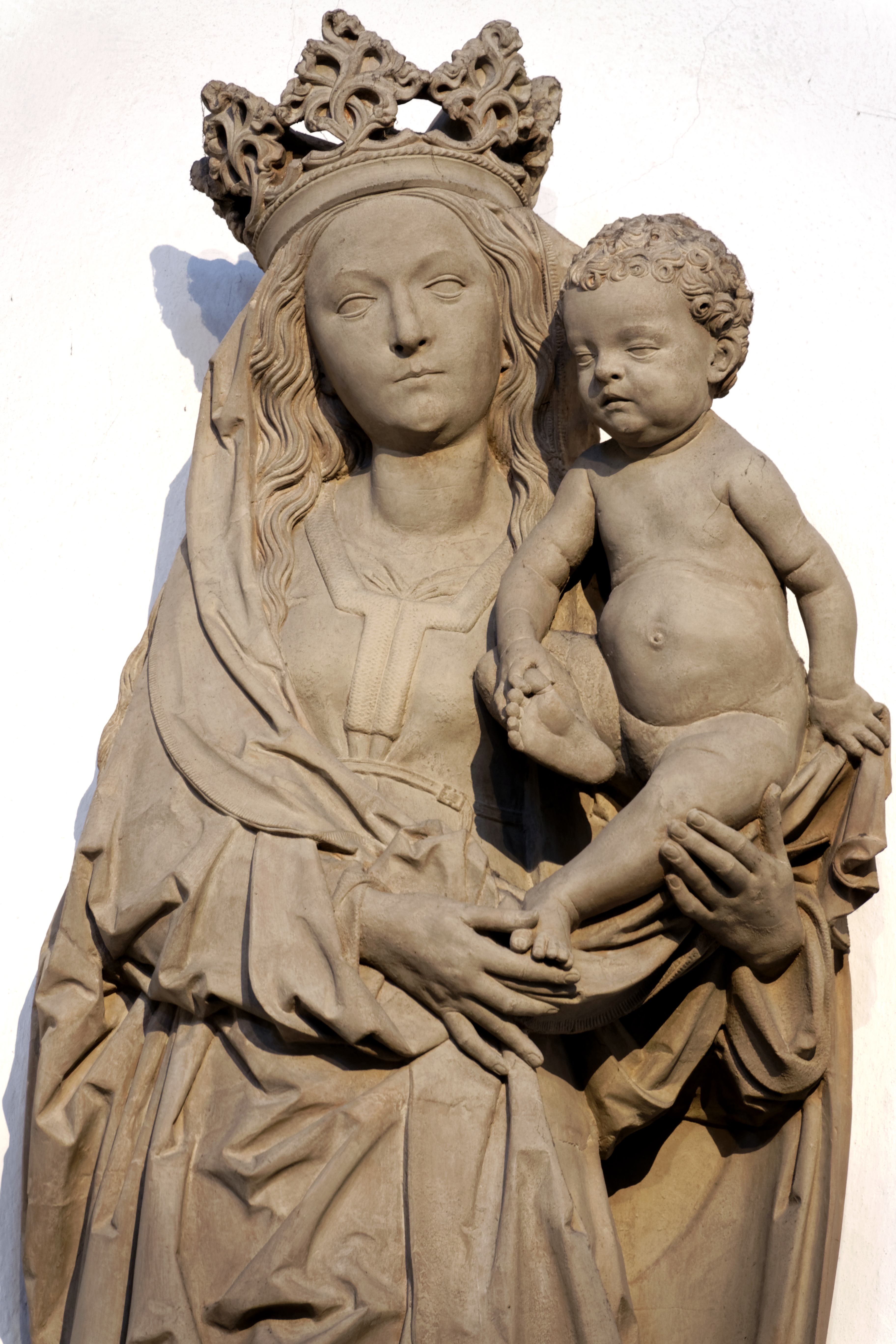

## Galerie de imagini

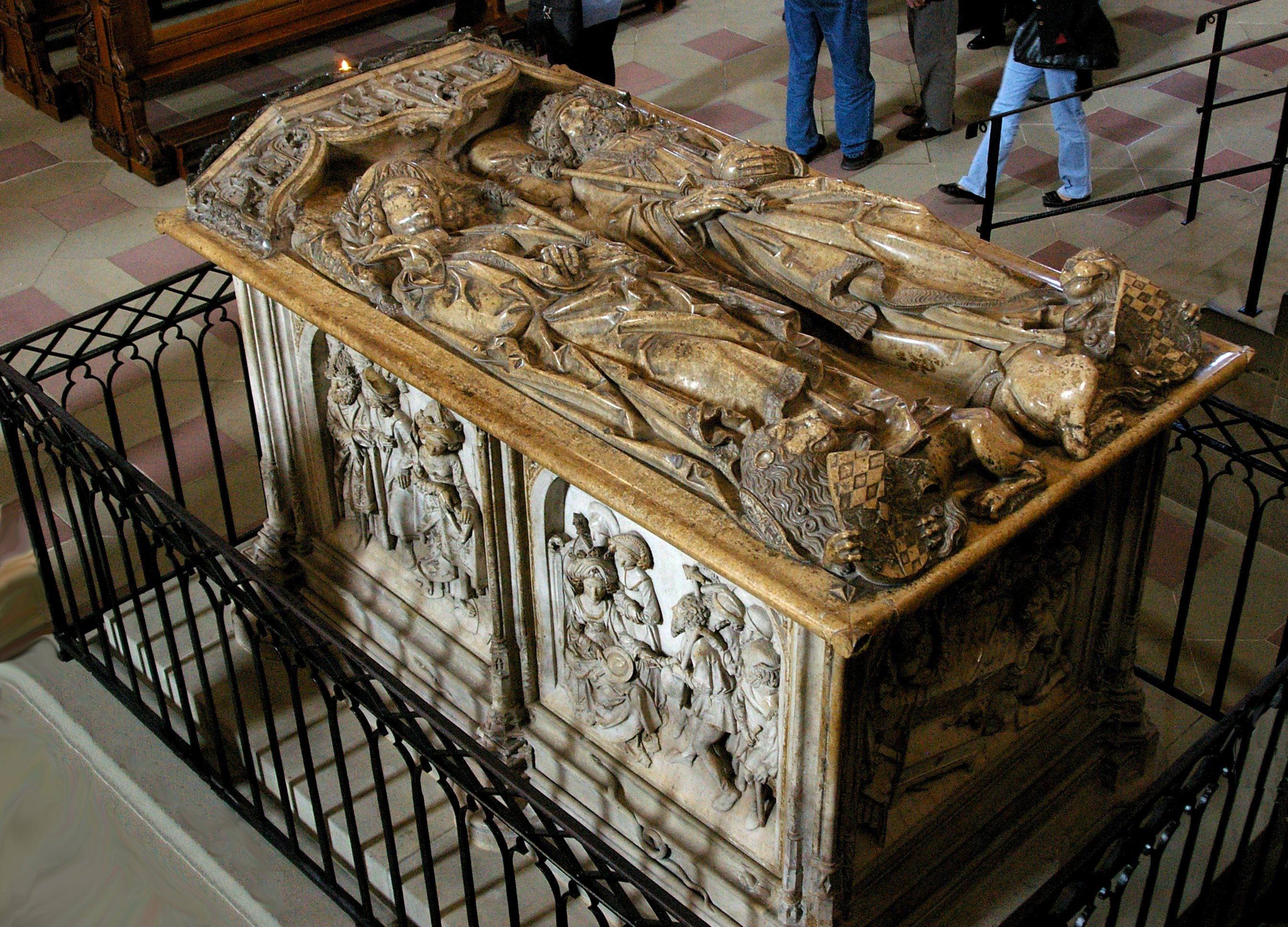
Sarcofagul perechii imperiale Henric al II-lea și Cunigunde în Domul din Bamberg
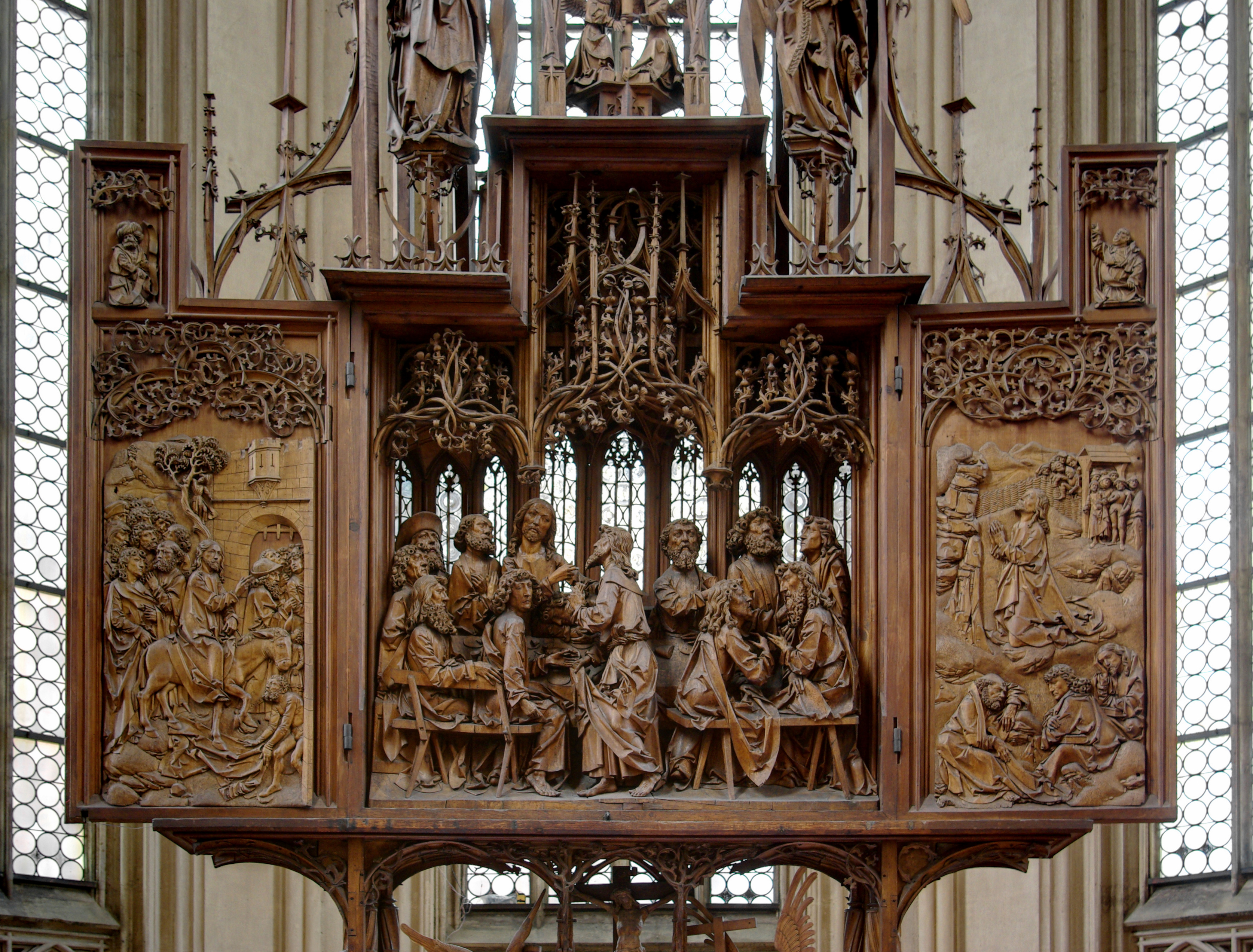
Altarul de lemn Sf. Sânge (Helig-Blut-Altar) din Biserica Sf.Iacob, Rothenburg ob der Tauber
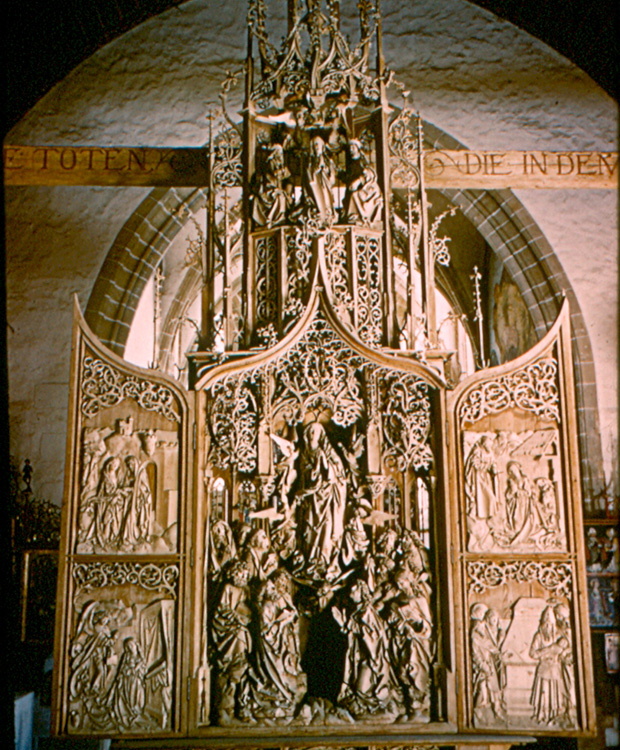
Altarul Mariei sculptat în lemn de tei din "Biserica Domnului", Creglingen
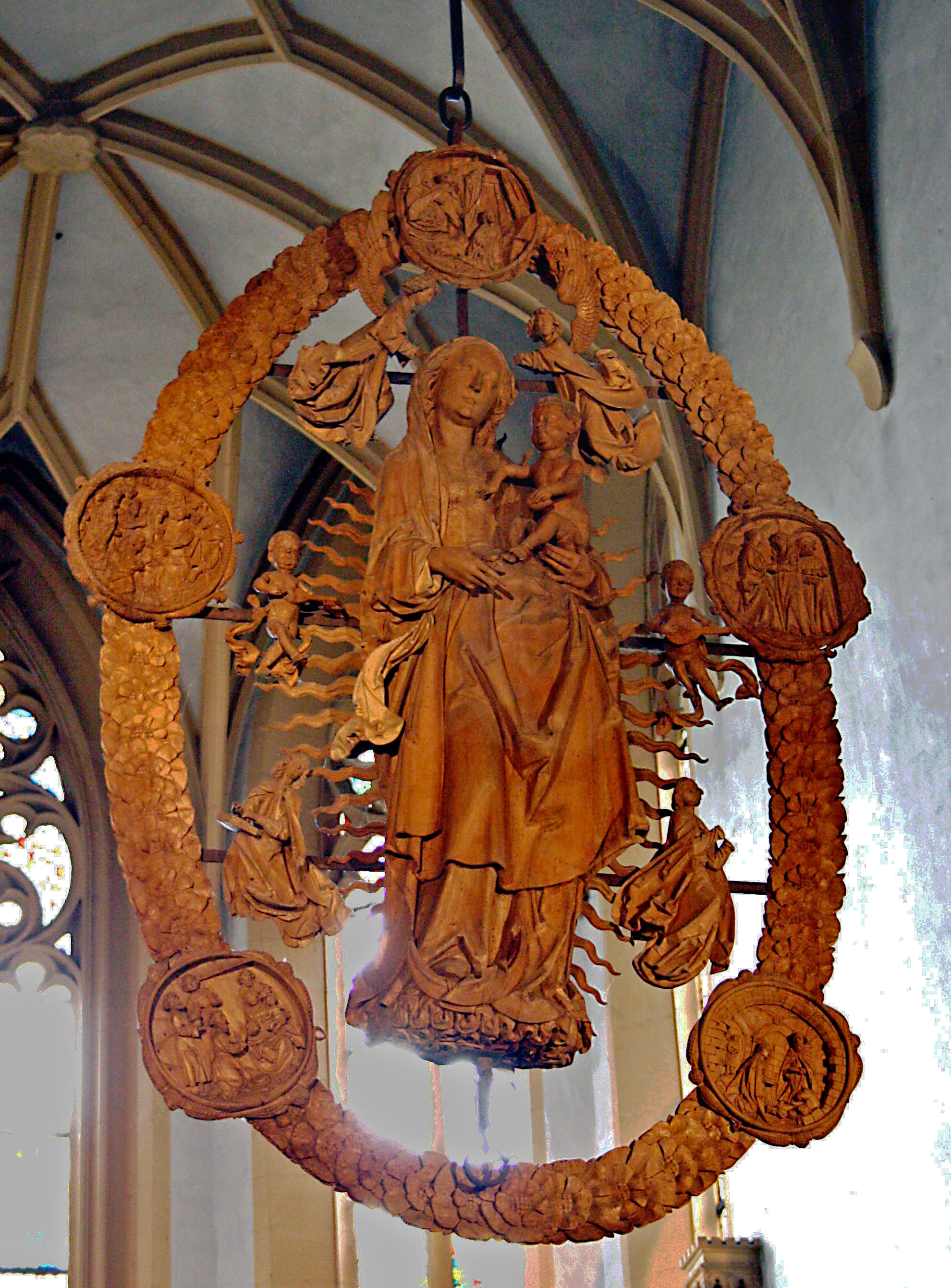
Madonna din biserica "Maria im Weingarten", Volkach, Bavaria